# Cryphia par
Cryphia par là một loài bướm đêm trong họ Noctuidae.